# Brodowo-Dębówka
Brodowo-Dębówka – przysiółek, część wsi Brodowo w Polsce położona w województwie mazowieckim, w powiecie pułtuskim, w gminie Świercze.
Wieś wchodzi w skład sołectwa sołectwo Brodowo.
W latach 1975–1998 miejscowość administracyjnie należała do województwa ciechanowskiego.